# Більщина (Польща)
Більщина (Бельщизна, пол. Bielszczyzna) — село в Польщі, у гміні Гайнівка Гайнівського повіту Підляського воєводства. Населення — 42 особи (2011).

## Назва
Колишня назва — Путиска.

## Історія
Вперше згадується 1676 року.
У 1975—1998 роках село належало до Білостоцького воєводства.

## Демографія
Демографічна структура станом на 31 березня 2011 року:
|          | Загалом | Допрацездатний вік | Працездатний вік | Постпрацездатний вік |
| -------- | ------- | ------------------ | ---------------- | -------------------- |
| Чоловіки | 22      | 3                  | 16               | 3                    |
| Жінки    | 20      | 2                  | 9                | 9                    |
| Разом    | 42      | 5                  | 25               | 12                   |